# Spinnenwebvlies
Het spinnenwebvlies, of arachnoidea, is een hersenvlies dat zich tussen het harde en het zachte hersenvlies bevindt. Normaliter ligt het direct tegen het harde hersenvlies aan en volgt dit ook geheel.
Onder niet-normale omstandigheden ontstaat een ruimte tussen het spinnenwebvlies en het harde hersenvlies, wanneer er zich bijvoorbeeld bloed verzamelt. Dit wordt een subdurale ruimte genoemd, waarbij de bloeding wordt aangeduid als een subduraal hematoom. Tussen het spinnenwebvlies en het zachte hersenvlies zit echter wel een ruimte, de subarachnoïdale ruimte. Wanneer hier een bloedvat ruptureert, wordt dit een subarachnoïdale bloeding genoemd. De verbindingen tussen de bovenste laag van het spinnenwebvlies en het zachte hersenvlies worden gevormd door de trabeculae (Latijn: kleine balkjes) van het spinnenwebvlies. In de subarachnoïdale ruimte bevindt zich hersenvocht, zenuwbanen en bloedvaten.
Op plaatsen waar de contour van de hersenen afwijkt van de vorm van de schedel ontstaan verwijdingen in de subarachnoïdale ruimten. Deze verwijdingen worden cisternen (Latijn: cisternae) genoemd.